# Motta di Livenza
Motta di Livenza é uma comuna italiana da região do Vêneto, província de Treviso, com cerca de 10.055 habitantes. Estende-se por uma área de 37 km², tendo uma densidade populacional de 261 hab/km². Faz fronteira com Annone Veneto (VE), Cessalto, Chiarano, Gorgo al Monticano, Meduna di Livenza, Santo Stino di Livenza (VE).

## Demografia
| Variação demográfica do município entre 1861 e 2011                               |
|                                                                                   |
| Fonte: Istituto Nazionale di Statistica (ISTAT) - Elaboração gráfica da Wikipedia |